# 段吉顺
段吉顺（1939年8月—），曾用名舜吉、顺姬，男，河北邯郸人，中国电影导演，北京电影制片厂导演。代表作《一盘没有下完的棋》《现世活宝》等。